# Teorema dos ângulos externos
O teorema dos ângulos externos de um triângulo é um teorema de geometria que diz que o ângulo externo de um triângulo é maior que os dois ângulos internos não adjacentes a ele ou ainda que o ângulo externo de um triângulo é igual à soma dos dois ângulos internos não adjacentes a ele.
Um triângulo tem três vértices. Os lados de um triângulo que se em um vértice e formam um ângulo, que é chamado de ângulo interno.
Na figura abaixo observamos que os ângulos {\displaystyle B{\hat {A}}C=a}, {\displaystyle A{\hat {C}}B=c}, {\displaystyle C{\hat {B}}A=b} são os ângulos internos do triângulo {\displaystyle ABC} e temos que {\displaystyle A{\hat {C}}D=d} é um ângulo externo. Assim, um ângulo externo de um triângulo é o ângulo formado pelo prolongamento de um lado e o lado adjacente. O ângulo externo é suplementar ao interno adjacente.

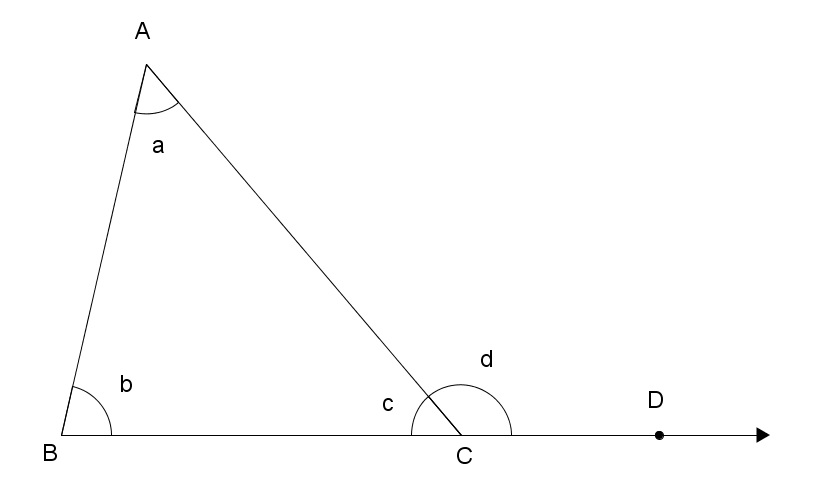

Na verdade existem dois teoremas do ângulo externo, isto é, dois resultados que associam o ângulo externo aos ângulos internos não adjacentes, porém ambos se complementam e podem ser vistos como um único teorema. São eles:
1. Em todo triângulo, qualquer ângulo externo é maior que qualquer um dos ângulos internos não adjacentes.
2. Em todo triângulo, qualquer ângulo externo é igual a soma dos dois ângulos internos não adjacentes.

## Demonstrações
Esses teoremas podem ser demonstrados de diversas formas.
A demonstração mais trivial passa pelo fato de que o ângulo externo é suplementar ao ângulo interno adjacente. 
Partindo-se disso, temos que: 
{\displaystyle d=180^{\circ }-c}.
Em todo triângulo temos que a soma de todos os ângulo internos é igual a dois ângulos retos, ou um ângulo raso, assim, temos:
{\displaystyle a+b+c=180^{\circ }}.
Podemos isolar o {\displaystyle c}, de modo a obter:
{\displaystyle c=180^{\circ }-a-b}
Então aplicaremos essa última relação em {\displaystyle d=180^{\circ }-c} e teremos:
{\displaystyle d=180^{\circ }-\left(180^{\circ }-a-b\right)=180^{\circ }-180^{\circ }+a+b=a+b\qquad \Longrightarrow \qquad {d=a+b}}
Assim, temos que todo ângulo externo é igual à soma dos ângulos internos não adjacentes. Pela condição de existência de um triângulo temos que nenhum dos ângulos internos será nulo, assim também temos que {\displaystyle d>a} e {\displaystyle d>b}.